# Comuna Dobropillea, Hola Prîstan
Dobropillea (în ucraineană Добропілля) este o comună în raionul Hola Prîstan, regiunea Herson, Ucraina, formată din satele Dobropillea (reședința) și Kîiivka.

## Demografie
Componența lingvistică a comunei Dobropillea
     Ucraineană (90,16%)
     Rusă (8,25%)
     Alte limbi (0,68%)
Conform recensământului din 2001, majoritatea populației comunei Dobropillea era vorbitoare de ucraineană (90,16%), existând în minoritate și vorbitori de rusă (8,25%).